# اچ‌ام‌اس اورستس (۱۷۸۱)
اچ‌ام‌اس اورستس (۱۷۸۱) (به انگلیسی: HMS Orestes (1781)) یک کشتی بود که طول آن ۹۴ فوت (۲۸٫۷ متر) بود. این کشتی در سال ۱۷۸۱ ساخته شد.